# Bogdan Stancu
Bogdan Sorin Stancu, mais conhecido como Bogdan Stancu (Pitești, 28 de junho de 1987), é um futebolista romeno que atua como atacante. Defende atualmente o Gençlerbirliği.

## Carreira
Stancu fez parte do elenco da Seleção Romena de Futebol da Eurocopa de 2016.